# ميشيل ميشو
ميشيل ميشو (بالفرنسية: Michel Michaud)‏ هو طاهي فرنسي، ولد في 1946.